# David Ojstrah
David Fjodorovič Ojstrah, ukrajinski violinist, * 30. september 1908, Odesa, Rusko cesarstvo (danes Ukrajina), † 24. oktober 1974, Amsterdam, Nizozemska.

## Življenje
Rojen je bil v židovski trgovski družini. Ko je bil star pet let, je začel igrati violino in violo pri učitelju Pjotru Stoljarskiju. Pri šestih letih je bil sprejet na konservatorij za glasbo v Odesi.
Leta 1942 je med nemških obleganjem Stalingrada vojakom igral na violino, leto kasneje je dobil Stalinovo priznanje za lepo izvajanje raznih koncertov in sonat. Po vojni je Ojstrah smel potovati po tujini - po državah vzhodnega bloka in tudi na zahod. Za svoje uspešne koncerte je 1960 prejel še Leninovo nagrado.
Ojstrah je doživel srčni napad leta 1964. Po uspešnem okrevanju je nadaljeval s svojim delom, potem pa je po koncertu v Amsterdamu leta 1974 umrl.